# الثقب الأزرق العظيم
الثقب الأزرق العظيم هو ثقب أزرق على شاطيء بليز. تقع قرب وسط شعب حلقي يسمى لايتهاوس 70 كـم (43 ميل) من اليابسة ومن مدينة بليز. وهو مستدير الشكل بعرض 318 م (1,043 قدم) وعمق 124 م (407 قدم). تكون خلال عدة فترات من غمر جليدي الرباعي حيث كان مستوى سطح البحر أكثر انخفاضا. تحليل نوازل الكهوف التي وجدت في الثقب أظهر حدوث التكون من 153,000; 66,000; 60,000; و 15,000 سنة مضت، ومع بدء ارتفاع المحيط مجددا غمر الكهف بالمياه. الثقب هو جزء من الحاجز المرجاني في بليز، وهو موقع تراث عالمي حسب اليونسكو.

## روابط خارجية
- Great Blue Hole - A Diver's Paradise: The Largest Discovered Underwater Sinkhole